# Rasht (shahrestan)
Rasht (persiska: رشت), eller Shahrestan-e Rasht (شهرستان رشت), är en shahrestan, delprovins, i Iran. Den ligger i provinsen Gilan, i den nordvästra delen av landet, och har kust mot Kaspiska havet. Administrativt centrum är staden Rasht.
Delprovinsen hade 956 971 invånare 2016.